# Odezia meridionalis
Odezia meridionalis är en fjärilsart som beskrevs av Hans Reisser 1935. Odezia meridionalis ingår i släktet Odezia och familjen mätare. Inga underarter finns listade i Catalogue of Life.